# Чикунова Євгенія Ігорівна
Чикунова Євгенія Ігорівна (17 листопада 2004) — російська плавчиня.
Учасниця Олімпійських Ігор 2020 року.
Призерка Чемпіонату Європи з водних видів спорту 2020 року.
Чемпіонка світу з плавання серед юніорів 2019 року.